# Брітні Янг
Брітні Янг (англ. Britney Young) — американська акторка, відома за роллю Кармен «Мачу Пікчу» Вейд у телесеріалі «Блиск».

## Життєпис
Брітні Янг народилася в японському місті Токіо, а виросла на Алясці в місті Ігл-Рівер. Її батько — афроамериканець, а мати — біла.

## Фільмографія
| Рік        | Назва               | Роль                     | Примітки   |
| ---------- | ------------------- | ------------------------ | ---------- |
| 2016, 2018 | Crazy Ex-Girlfriend | Нікі Уорнер              | 3 епізоди  |
| 2016       | Those Who Can't     | Маленька Деббі           | 7 епізодів |
| 2016       | Better Things       | Меріл                    | 1 епізод   |
| 2017–2019  | Блиск               | Кармен «Мачу Пікчу» Вейд |            |